# ماساكازو سوزوكي
ماساكازو سوزوكي (باليابانية: 鈴木 政一) (مواليد 1 يناير 1955)، هو لاعب كرة قدم ياباني سابق كان يلعب كمدافع.

## وصلات خارجية
- ماساكازو سوزوكي على موقع قاعدة بيانات كرة القدم.إي يو (الإنجليزية)
- ماساكازو سوزوكي على موقع Soccerway.com (الإنجليزية)
- ماساكازو سوزوكي على موقع عالم كرة القدم.نت (الإنجليزية)

- J.League Data Site (باليابانية)